# Raet

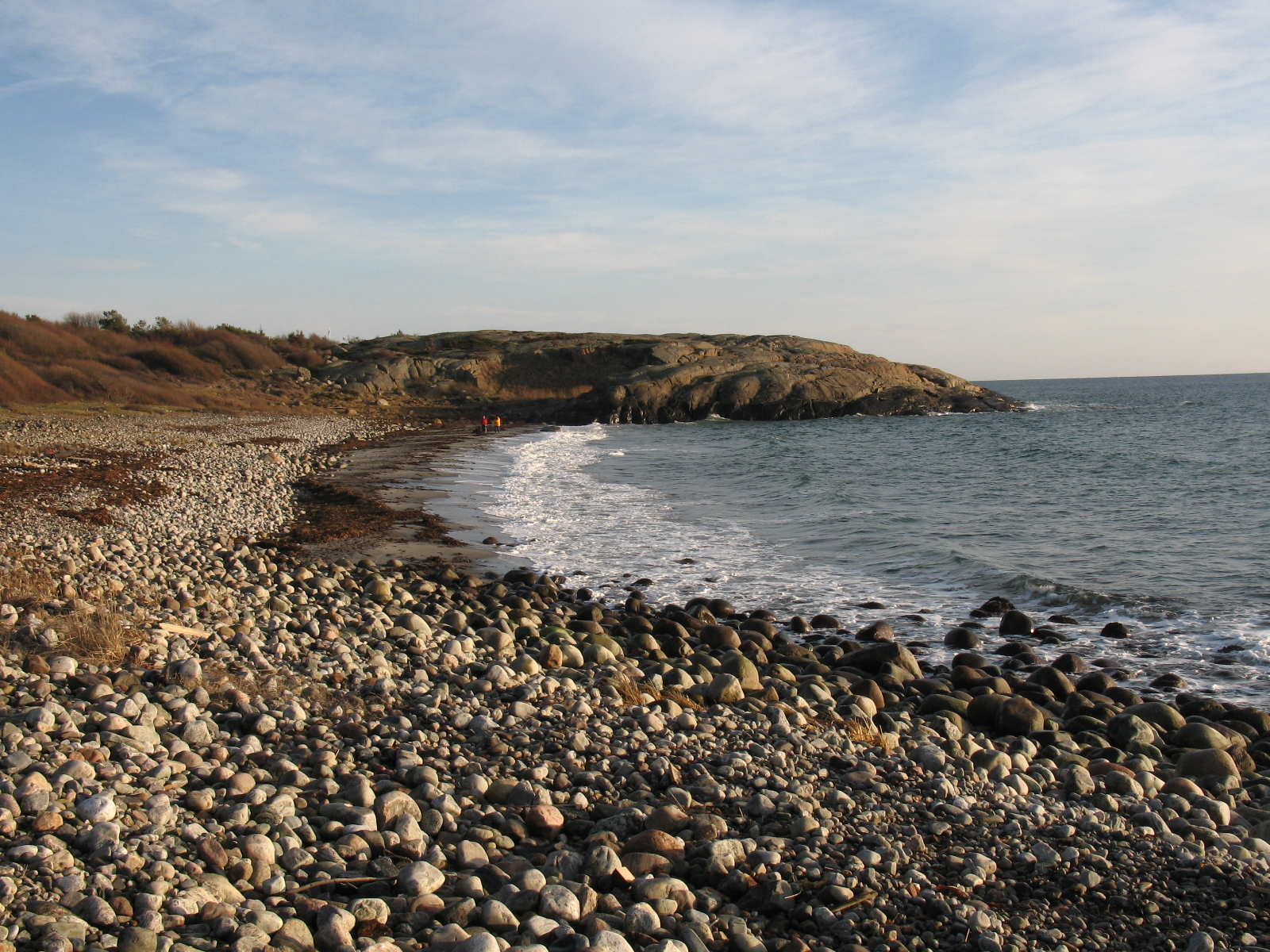
Auf Tromøy in der Kommune Arendal bildet das Raet die Uferlinie.

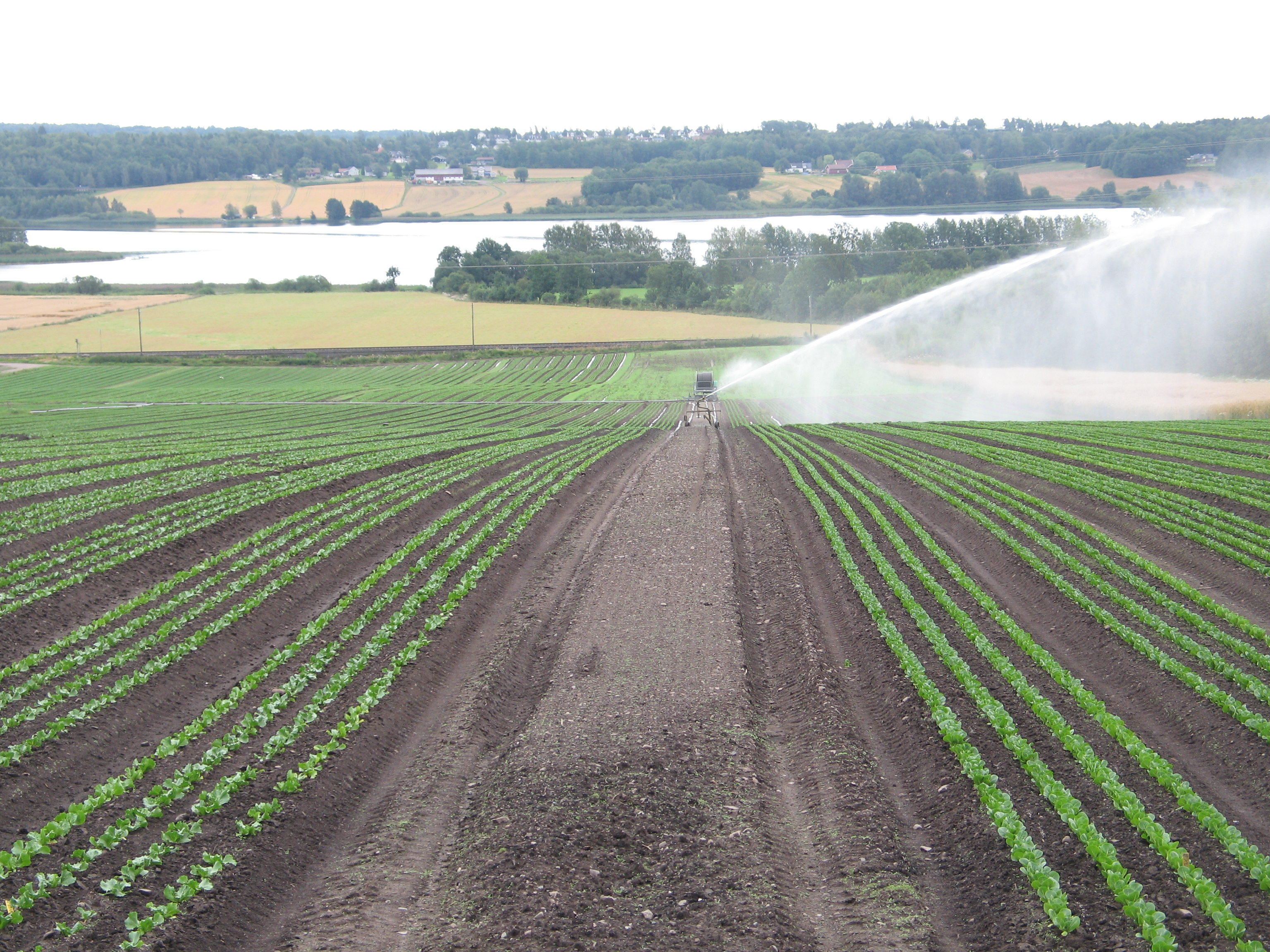
Einige der fruchtbarsten Landschaften Norwegens liegen auf und an der Moräne. Hier bei Akersvannet in der Kommune Stokke in Vestfold.

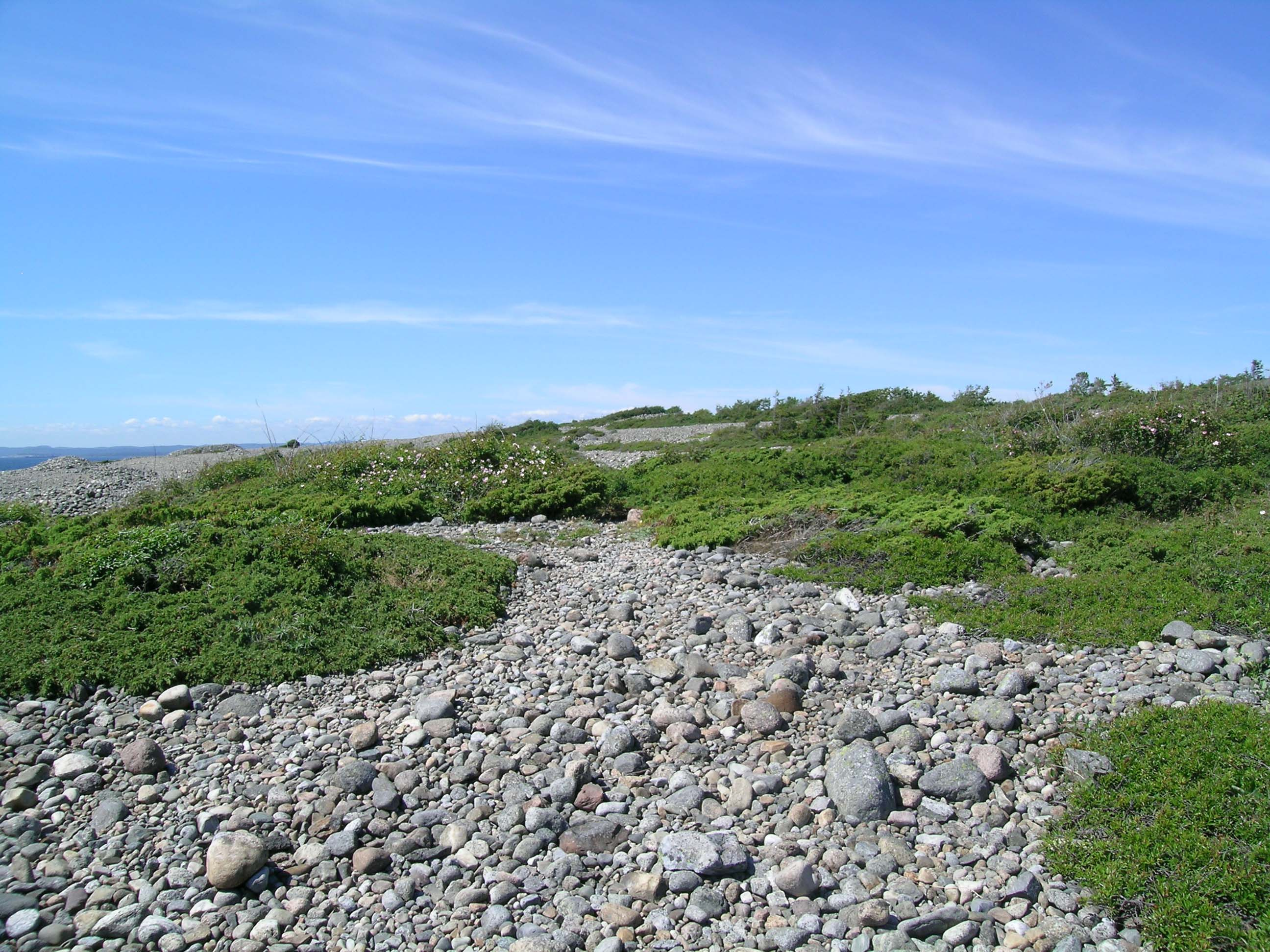
Mølen bei Larvik

Salpausselkä

Raet ist der norwegische Teil der größten zusammenhängenden Serie von Endmoränen in Nordeuropa, die sich von der Halbinsel Kola über Finnland durch Schweden bis nach Norwegen erstreckt. Sie entstand während des letzten Vorstoßes der eiszeitlichen Gletscher in der jüngeren Dryaszeit vor etwa 12.800 bis 11.500 Jahren.
Der Rückzug des Eisschildes gegen Ende der Weichsel-Kaltzeit verlief in mehreren Etappen. Der Rückzug konnte mehrere hundert Jahre innehalten und die Gletscher konnten vorübergehend wieder wachsen und sich anschließend wieder zurückziehen. Dort, wo die Gletscher innehielten, sammelte sich Geröll, Kies, Sand und Lehm an und bildete Moränen, teils an Land, teils im Meer. Es bestehen mehrere Stufen von Ablagerungen, oder Ra-Stufen in Norwegen. Die ältesten befinden sich heute an der Küste oder im Meer, die neuesten in den Bergtälern weiter im Inland. Dem Abschmelzen der Eiszeitgletscher folgte in Nordeuropa eine Landhebung, die bis heute anhält. Die Endmoränen blieben zunächst als Erdwälle bestehen, bis sie von Wind und Wetter erodiert wurden, so dass die größten Steine an der Oberfläche sichtbar wurden.
In Vestfold und Østfold ist das Raet heute besonders gut sichtbar und bekannt. Die dortige Ra-Stufe entstand vor etwa 10.600 Jahren durch einen Gletscher, der sein Zentrum über dem Bottnischen Meerbusen hatte. Noch heute steigt das Land um den Bottnischen Meerbusen bis zu einem Zentimeter im Jahr.

## Etymologie
Das Word ra leitet sich vom Altnordischen rǫð ab, das so viel wie Bergrücken oder Höhenzug bedeutet.
Es wird im Norwegischen sowohl als allgemeine Bezeichnung für Endmoränen verwendet, als auch in seiner bestimmten Form Raet als Eigenname für die größte Endmoräne Nordeuropas.
In der Kommune Horten befindet sich der Hof Ra mitten auf dem Raet. Der Name findet sich als Ortsname an verschiedenen Stellen in Norwegen, oft bei Höfen, die sich auf oder in der Nähe von Endmoränen befinden.

## Ausbreitung
Die Raet-Moräne zieht sich von Finnland bis nach Nordnorwegen, teils im Meer und teils an Land. In Ost- und Südfinnland ist sie als Salpausselkä bekannt. In Schweden wird sie als Mittelschwedische Eisrandzone bezeichnet. Die prominenteste Landmarke ist Hindens Rev, eine schmale Landzunge, die sich etwa 5 Kilometer weit in den See Vänern streckt.
In Norwegen zieht sich das Raet von der schwedischen Grenze bei Halden nach Moss, überquert den Oslofjord bei Jeløya bis nach Vealøs in Horten. Danach zieht es sich durch Vestfold, entlang des Riksvei 19 nach Gulli bei Sem in der Gemeinde Tønsberg und weiter bis nach Larvik, über das Farriseidet nach Brunlanes, wo es sich im Meer fortsetzt und als Inseln an der Küste der Telemark und von Aust-Agder zu sehen ist, zum Beispiel in Mølen, Stråholmen, Jomfruland, Målen, Merdø und Jerkholmen. Bei Hasseltangen östlich von Fevik bei Grimstad kommt das Raet wieder an Land und setzt sich nach Westen, Richtung Rogaland und weiter über Westnorwegen und Trøndelag nach Nordnorwegen fort.
Im Trøndelag wird das Raet auch als Tautra-trinnet bezeichnet, da es den Trondheimsfjord bei Tautra überquert.
Das Raet dämmt mehrere größere Seen ein, darunter den Vansjø, Farris und Rore. Salpausselkä, die finnische Endmoräne, begrenzt unter anderem den Ladogasee und den Saimaa.

## Ablagerungsstufen in Ostnorwegen
In Ostnorwegen sind die unterschiedlichen Stufen der Eisabschmelzung deutlich in Form von Endmoränen in der Landschaft zu sehen. Diese sind die am besten untersuchten Schichten und werden daher als Referenz für das übrige Norwegen gesehen.
Die ältere Moränenstufe befindet sich am Ausgang des Oslofjordes und wird auf etwa 12 400 Jahre datiert. Darauf folgt das Ytre Raet oder Äußeres Raet. Diese ältere Moräne ist etwa 12 050 Jahre alt und bildet die Grundlage für große fruchtbare Ackerflächen in Sandefjord, Nøtterøy und Tønsberg. Die Hauptstufe, das eigentliche Raet ist etwa 11 800 Jahre alt. Eine jüngere Stufe ist die sogenannte Ski-Stufe, die den Eingang in den Inneren Oslofjord zwischen Drøbak und Svelvik bildet. Diese ist etwa 11 400–11 600 Jahre alt. Darauf folgt die Aker-Stufe im Osloer Stadtteil Groruddalen, welche die Seen Maridalsvannet, Bogstadvannet und Sognsvann eindämmt. Die Aker-Stufe ist etwa 11 000 Jahre alt. Die letzten Stufen sind die Gardermoen-Stufe (10 800 Jahre) und schließlich die Minnesund-Stufe (10 700 Jahre).

## Wege auf dem Raet

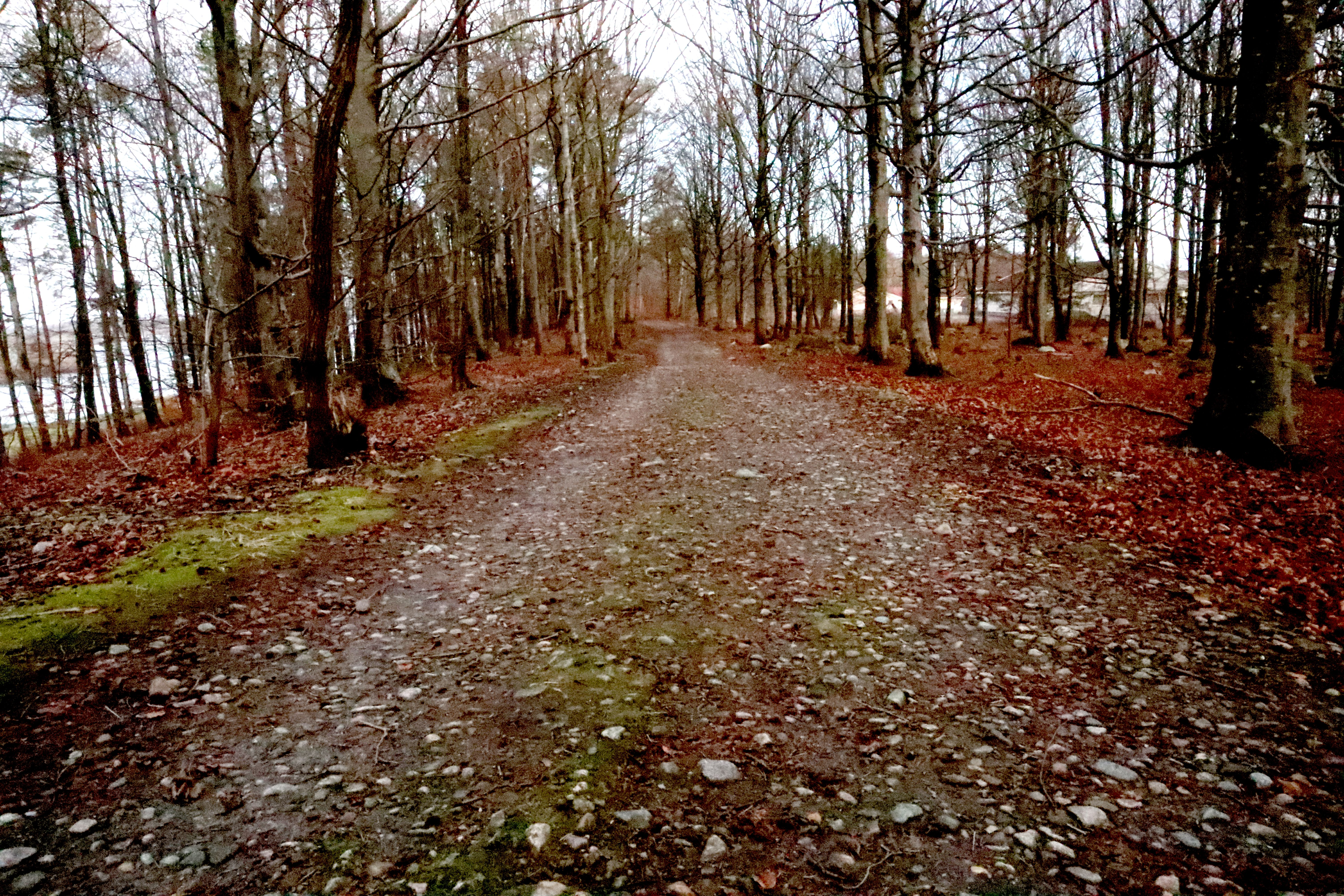
Der historische Raveien auf dem Haslatangen im Raet-Nationalpark

Das Raet wurde seit der Eisenzeit als Weg genutzt, unter anderem, da es hier nur wenige Gewässer zu überqueren gab. So reiste zum Beispiel der Osloer Bischof Jens Nilssøn bei seinem Besuch in Østfold und Bohuslän Ende des 16. Jahrhunderts auf dem Raet. Noch heute folgen die Europastraße 6 zwischen Halden und Moss in Østfold und die Europastraße 18 von Sem bis Farriseidet in Vestfold über lange Strecken der Moräne. Das Raet mit seinem fruchtbaren Boden zog auch Siedler an und viele der größten und wohlhabendsten Höfe befinden sich noch heute hier. Auch viele eisenzeitliche Grabstätten liegen am Raet.

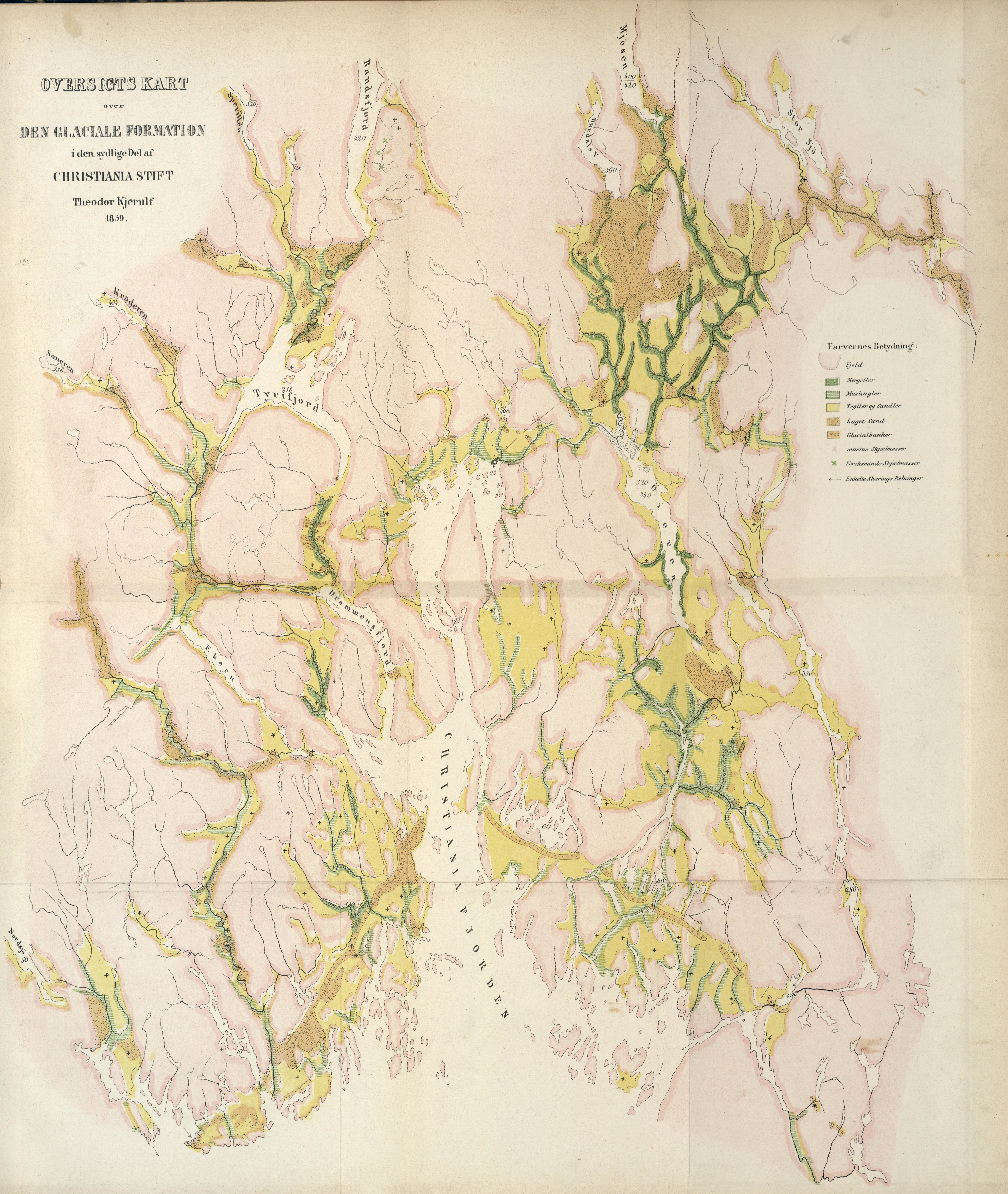
Theodor Kjerulfs Karte von 1859 über eiszeitliche Ablagerungen in Ostnorwegen

Aus dem Raet entspringen mehrere Quellen. In Larvik wird das Wasser in Flaschen abgefüllt und unter der Marke Farris verkauft. In Grimstad entspringt eine St. Olav geweihte Quelle bei der Kirche von Fjære.

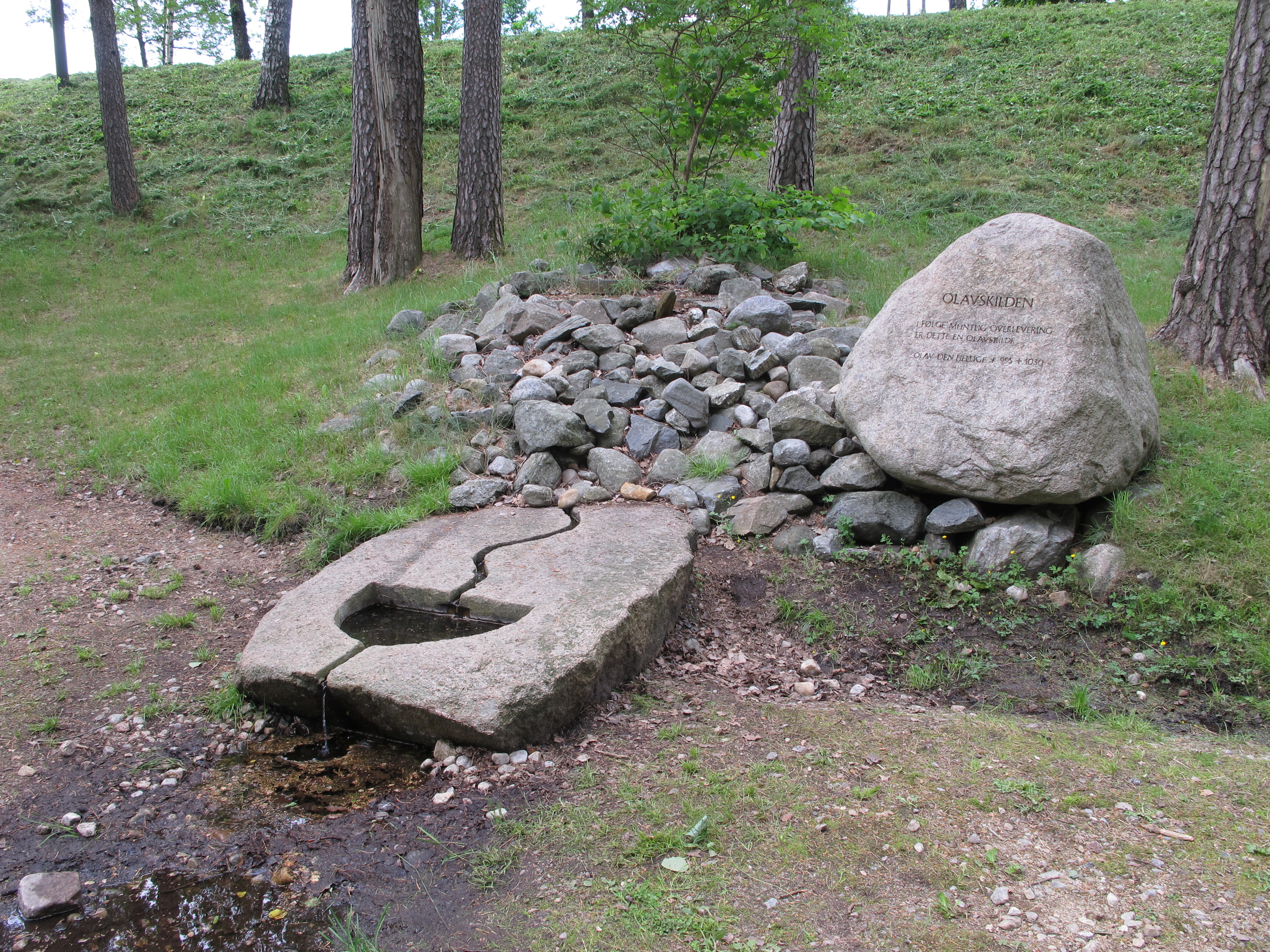
Die Olavsquelle bei der Kirche von Fjære

## Naturschutzgebiete
Die Ablagerungen an den verschiedenen Stufen des Raet geben Auskunft über Klimaänderungen nach Ende der letzten Eiszeit. Ein Projekt in Regie des Nordischen Ministerrates schlug eine Reihe von Gebieten entlang der Hauptstufe des Raet zum Schutz vor. Diese sind Rokkeraet in Viken, Mølen in Vestfold, Jomfruland in der Telemark, Jerkholmen in Agder, Lysefjord in Rogaland, Ånneland in Sogn og Fjordane, Kaldvelldalen, Skaudalen, Skurvdalen und Ursøra in Trøndelag, Ramfjordmoen, Skardmunken und Strupskardelva in Troms und Skipagurra in der Finnmark.
Mehrere Teile des Raet sind heute als Nationalparks, Landschaftsschutzgebiete oder Naturschutzgebiete ausgezeichnet. Dazu gehören der Bøkeskogen in Larvik, der Jomfruland-Nationalpark, der Raet-Nationalpark, und das Landschaftsschutzgebiet Hasseltangen.
Der Gea Norvegica UNESCO Global Geopark umfasst die Kommunen Bamble, Kragerø, Larvik, Nome, Porsgrunn, Siljan und Skien und vermittelt die Geschichte und Geologie des Raet.